# Bernhard Grzimek
Bernhard Grzimek (Nysa, 1909. április 24. – Frankfurt am Main, 1987. március 3.) német zoológus, állatvédő, író és szerkesztő.

## Élete
Bernhard Klemens Maria Grzimek néven született, 1909. április 24-én, a lengyelországi Nysa (Neisse) városában, apja ügyvéd és közjegyző volt. Elemi és középiskolai évei után állatorvostant tanult, előbb a lipcsei egyetemen, majd a berlini Humboldt Egyetemen; ott szerzett doktori címet is, 1933-ban. Akkor már családos ember volt: 1930. május 17-én kötött házasságot Hildegard Prüferrel, kapcsolatukból két vér szerinti fiuk született: Rochus és Michael Grzimek, illetve volt egy örökbe fogadott fiuk is, Thomas. 1978-ban feleségül vette a menyé Erikát, Michael özvegyét.
A második világháború éveiben részben a német hadsereg állatorvosaként, részben a német élelmezésügyi minisztérium tisztviselőjeként dolgozott, de miután 1945 elején a Gestapo zaklatni kezdte arra hivatkozva, hogy bujkáló zsidó menekültek rejtőzködését segíti, Frankfurtba szökött, ami akkor már amerikai fennhatóság alatt állt. Ezzel együtt 1945 után még évekbe telt, amíg sikerült teljesen tisztáznia magát, hogy nem követett el semmi büntetendő cselekményt a háború évei alatt.

### Állatkerti igazgatóként

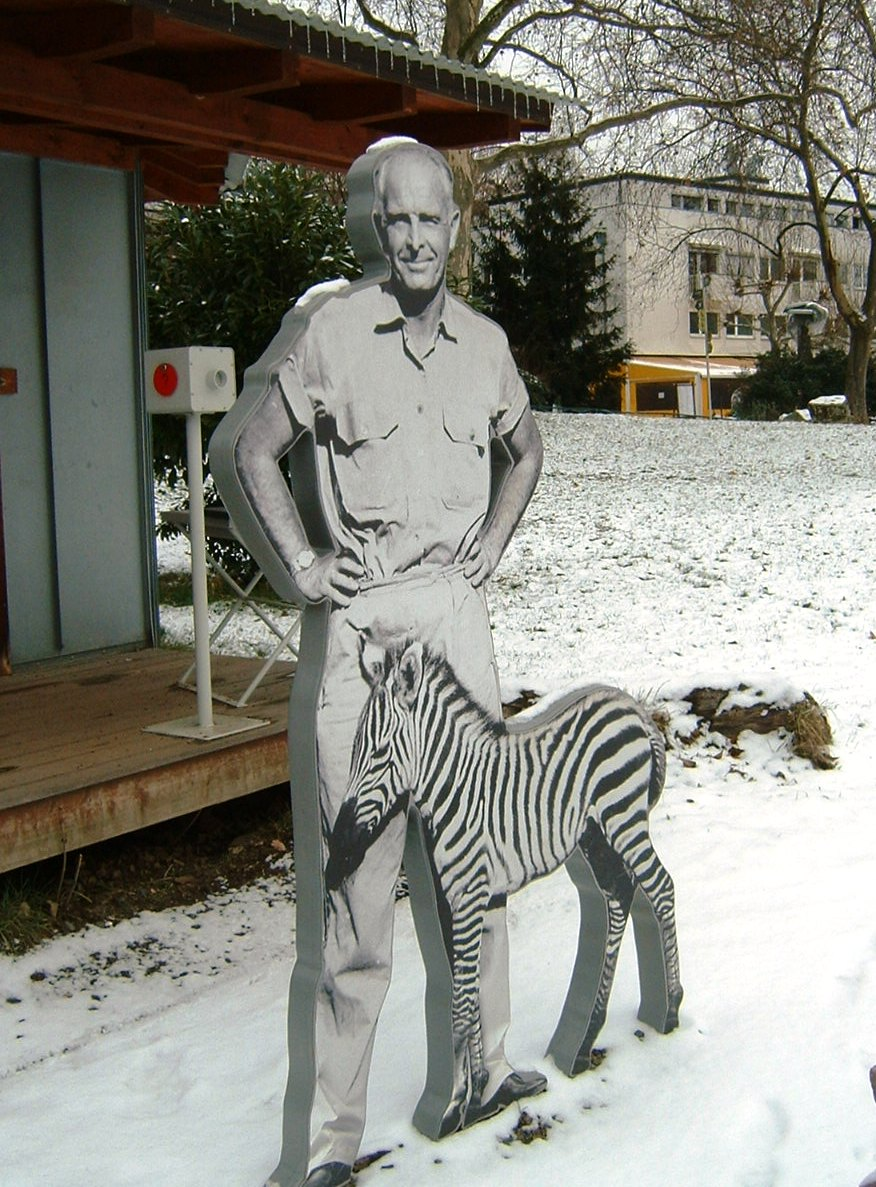
Emlékműve a frankfurti állatkertben

1945. május 1-jétől a frankfurti állatkert igazgatója lett. Az állatkert romokban hevert, amikor átvette a vezetését, mindössze 20 állat volt, amely túlélte a háborús pusztításokat. Ennek ellenére sikerült megmentenie az állatkertet a bezárástól, illetve attól is, hogy korábbi központi elhelyezésétől megfosztva valahová a külvárosokba száműzzék a létesítményt. Az állatkert rögtön ki is nyitott, még 1945 júliusának első napjaiban, amint sikerült eltüntetni a kert területén létrejött bombatölcséreket és a komolyabb épületkárokat. A következő időszakban az állatkert Grzimek irányítása alatt számos rendezvényt szervezett annak érdekében, hogy növelje népszerűségét és vonzerejét a lakosok körében.
Grzimek 29 éven keresztül vezette a frankfurti állatkertet, egészen az 1974. április 30-i nyugdíjba vonulásáig. Hivatali ideje alatt a létesítmény egyik Németország legnagyobb állatkertjévé vált. Ezzel egyidejűleg ő volt a Frankfurti Zoológiai Társaság elnöke is, több mint negyven éven keresztül. A társaság – amely ugyanazon elvek mentén szerveződött meg, mint londoni és New York-i testvérszervezetei – nagy számban indított természet- és vadvédelmi projekteket Németországban éppúgy, mint más kontinenseken, utóbbiak közül legnagyobb ismertségre a tanzániai Serengeti Nemzeti Park ökoszisztémájának azóta is zajló kutatási és megmentési projektje tett szert.

### Természetvédelmi aktivistaként
1954-ben alapított speciális ügynökséget kifejezetten a természet és a veszélyeztetett állatok védelmének támogatására. A fénykorában 650 fotográfust alkalmazó ügynökség vezetését később Christian Bernhard Grzimek nevű unokája vette át.
Grzimek leginkább a Serengeti megmentéséért kifejtett tevékenysége révén vált széles körben ismertté. Éveken át tanulmányozta a térség élővilágát, fiával, Michael Grzimekkel közösen, különösen nagy hangsúlyt fektetve az éves szintű vándorlást folytató állatfajok levegőből történő megfigyelésére és számlálására. A Serengeti területén forgatott filmjeinek egyike 1959-ben elnyerte a dokumentumfilmesek nagydíját.
Ugyanabban az évben Michael nevű fia és alkotótársa életét vesztette, amikor kisrepülőgépe egy fakókeselyűvel ütközött. 19 évvel később, 1978-ban feleségül vette fiának Erika nevű özvegyét és tőle született unokáit fiaivá fogadta.

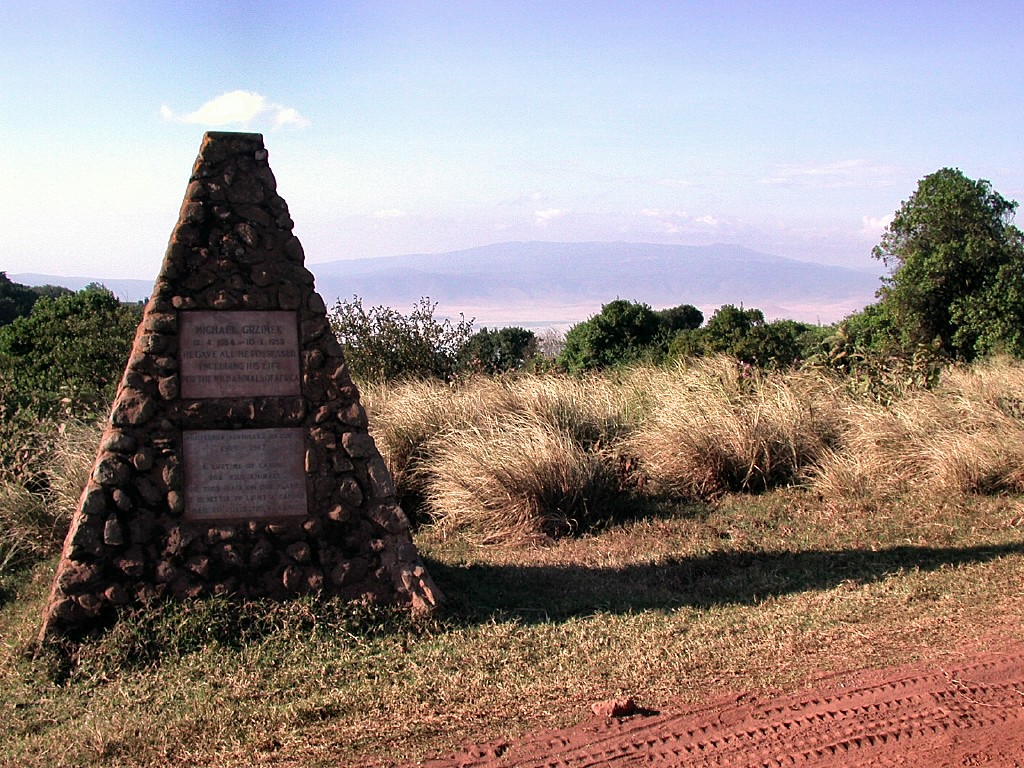
Síremléke a tanzániai Ngorongoro kráter közelében

1987-ben hunyt el, Frankfurt am Mainban, egy cirkuszi előadás szemlélése közben. Hamvait később Tanzániába vitték, ahol fia mellett helyezték örök nyugalomra, a Ngorongoro kráter közelében.

## Művei

### Filmek
- 1956 - Kein Platz für wilde Tiere (németül)
- 1959 - Serengeti shall not die (eredeti német címe: Serengeti darf nicht sterben) (németül)
- 1956 - 1980 - Ein Platz für Tiere (német tv-sorozat) (németül)

### Könyvek
- 1941 - Wir Tiere sind ja gar nicht so! Franckh'sche Verlagshandlung (németül)
- 1943 - Wolf Dschingis: Neue Erlebnisse, Erkenntnisse und Versuche mit Tieren, Franckh'sche Verlagshandlung  (németül)
- 1951 - Affen im Haus und andere Tierberichte, Franckh'sche Verlagshandlung (németül)
- 1952 - Flug ins Schimpansenland: Reise durch ein Stück Afrika von heute, Franckh'sche Verlagshandlung (németül)
- 1956 - 20 Tiere und ein Mensch (németül)
- 1956 - Thulo aus Frankfurt - Rund um die Giraffe, Franckh'sche Verlagshandlung (németül)
- 1959 - Serengeti darf nicht sterben (über die Arbeit am Film) (németül)
- 1960 - Kein Platz für wilde Tiere (németül)
- 1961 - Unsere Brüder mit den Krallen (németül)
- 1963 - Wir lebten mit den Baule. Flug ins Schimpansenland (németül)
- 1965 - Wildes Tier, weißer Mann (németül)
- 1968 - Grzimeks Tierleben, 16 kötet (németül)
- 1969 - Grzimek unter Afrikas Tieren: Erlebnisse, Beobachtungen, Forschungsergebnisse (németül)
- 1974 - Auf den Mensch gekommen: Erfahrungen mit Leuten (németül)
- 1974 - Vom Grizzlybär zur Brillenschlange: Ein Naturschützer berichtet aus vier Erdteilen, Kindler (németül)
- 1974 - Einsatz für Afrika: Neue Erlebnisse mit Wildtieren, Kindler (németül)
- 1974 - Tiere, mein Leben: Erlebnisse und Forschungen aus fünf Jahrzehnten, Harnack (németül)
- 1975 - Grzimek's Animal Life Encyclopedia, 13 kötet, Van Nostrand Reinhold Company, New York [1968-as művének angol fordítása]
- 1977 - Und immer wieder Pferde. Kindler (németül)
- 1988 - Grzimeks Enzyklopädie der Säugetiere, Kindler Verlag, München.
- 1990 - Grzimek's Encyclopedia of Mammals, 5 kötet, McGraw-Hill, New York, ISBN 0-07-909508-9 [1988-as művének angol fordítása]
- 2004 - Grzimek's Animal Life Encyclopedia, 2. kiadás, 17 kötet, Thomson-Gale, Detroit, ISBN 0-7876-5362-4 [1975-ös művének átdolgozott kiadása]

## Külső hivatkozások
- Biography in English
- Bernhard Grzimek - sein Leben - Biography in PDF-format (2,8 MB), including photographs. (németül)
- Private Homepage of Dirk Petzold on the Frankfurt Zoo (németül)
- Audio und Manuskript: Wie Bernhard Grzimek 1945 den Frankfurter Zoo rettete (németül)
- ZDF: Bernhard Grzimek - Eine deutsche Legende (németül)
- Würdigung durch seinen "Haussender" Hessischer Rundfunk (németül)
- Würdigung seines Sohnes Michael durch den Hessischen Rundfunk (németül)
- Bernhard Grzimek az Internet Movie Database oldalon (angolul)

## Fordítás
- Ez a szócikk részben vagy egészben  a   Bernhard Grzimek című angol Wikipédia-szócikk fordításán alapul.  Az eredeti cikk szerkesztőit annak laptörténete sorolja fel. Ez a jelzés csupán a megfogalmazás eredetét és a szerzői jogokat jelzi, nem szolgál a cikkben szereplő információk forrásmegjelöléseként.